# Pannen (fotografie)

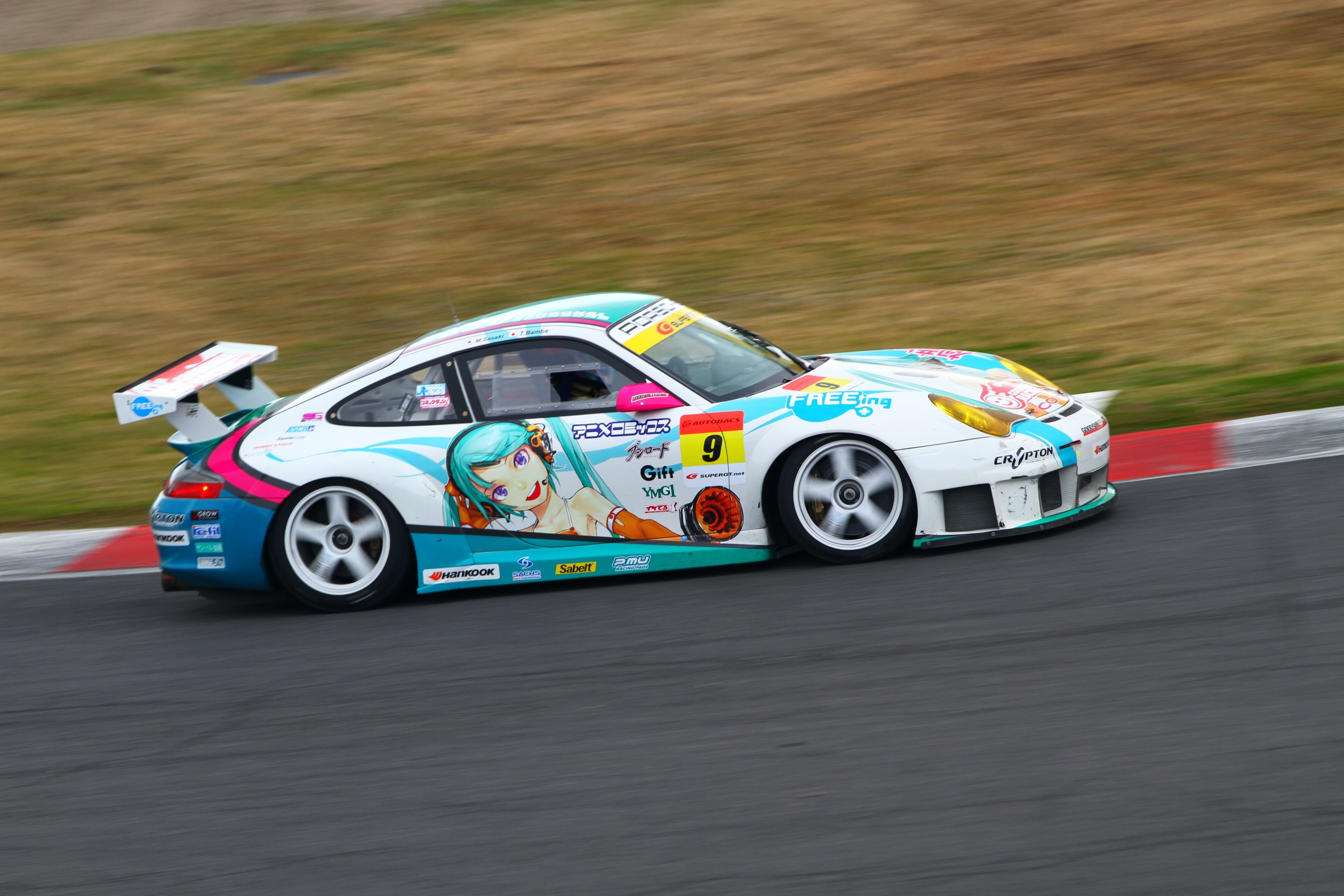
Een pannen van raceauto. Sluitertijd slechts 1/25ste van een seconde.

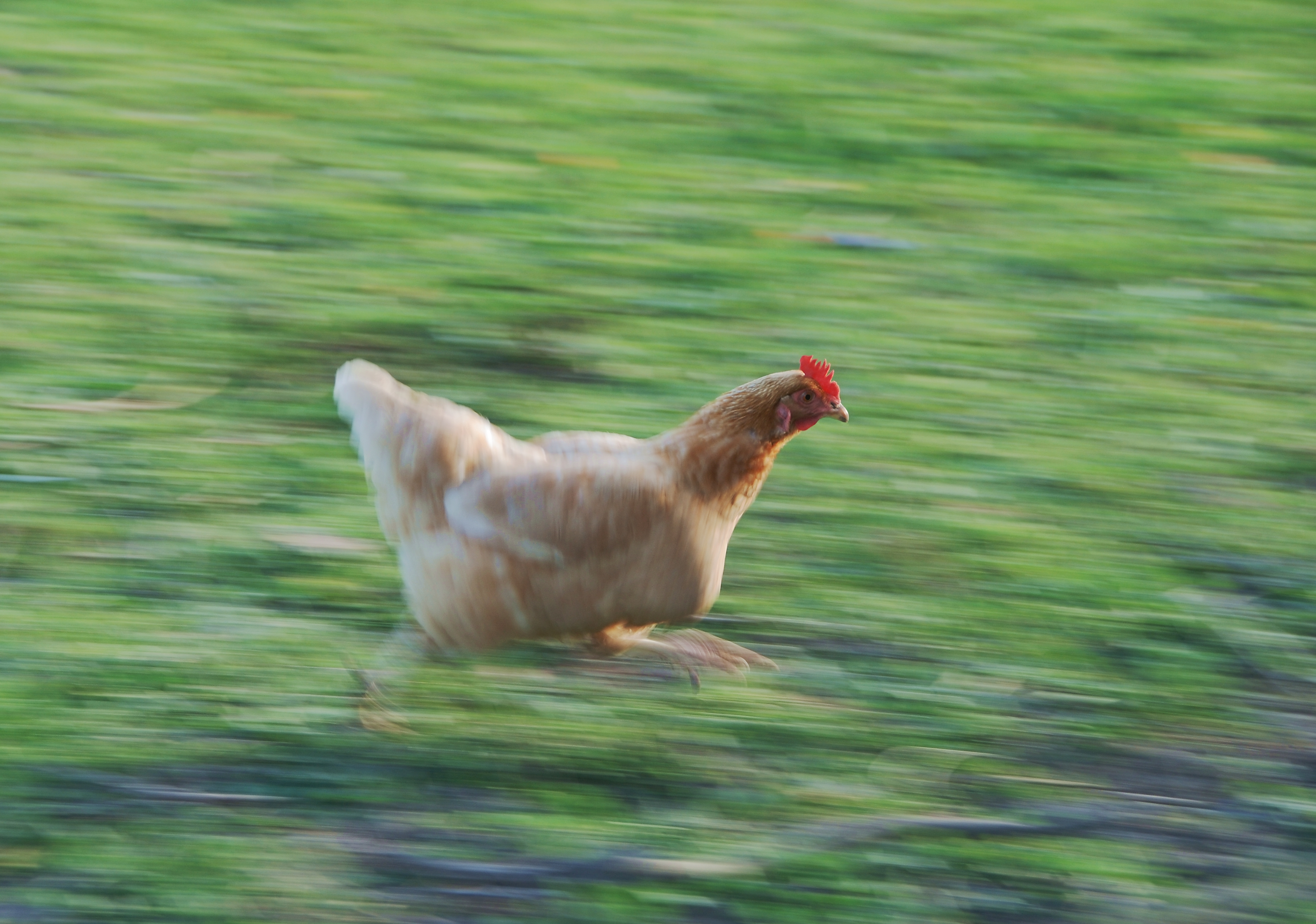
Pan-opname van een rennende kip. Sluitertijd slechts 1/40ste van een seconde.

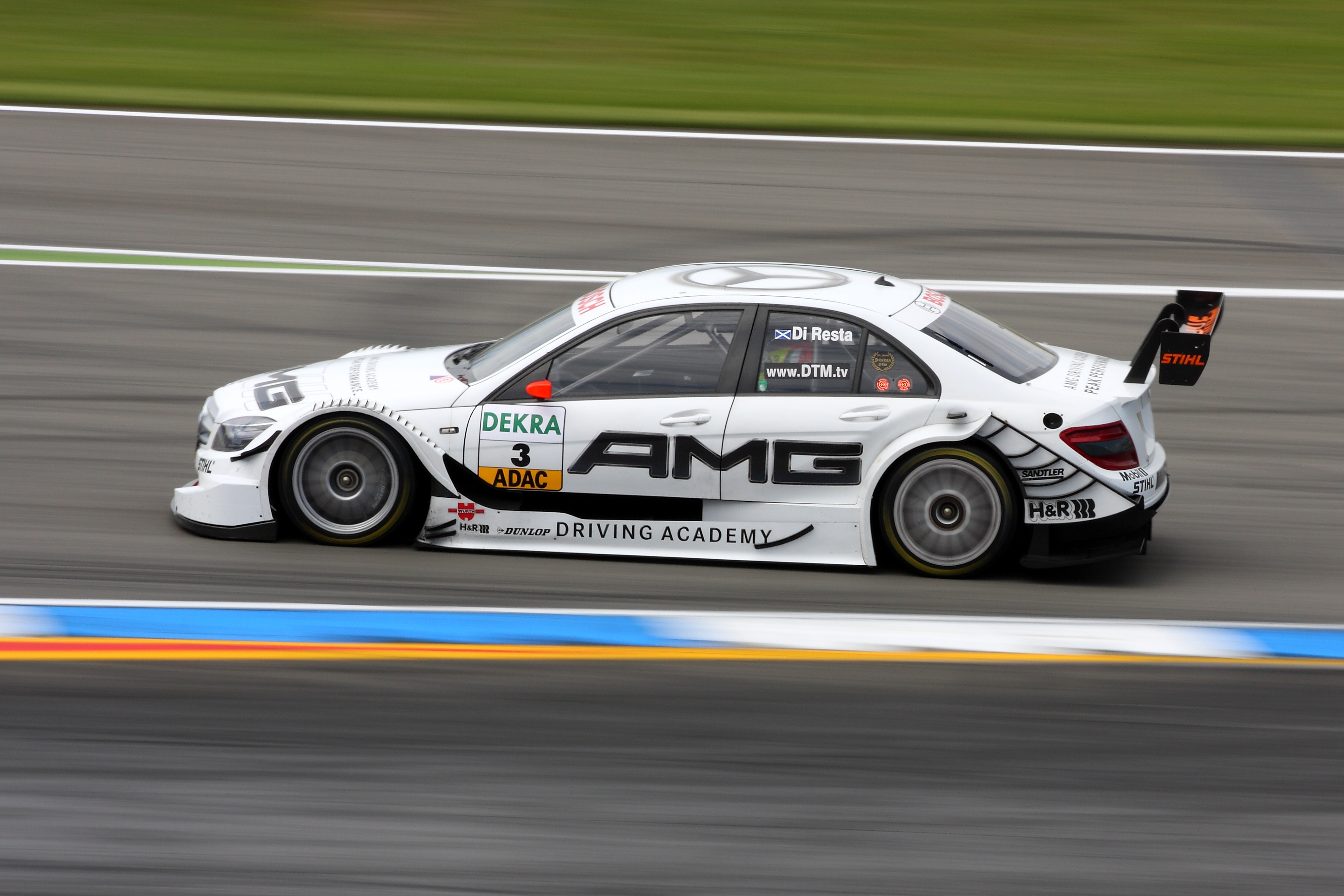
Een sneller bewegend onderwerp is meestal wat minder moeilijk te pannen.

Met pannen (uit het Engels: panning) of meetrekken wordt het meebewegen of het volgen van een bewegend onderwerp met een fotocamera bedoeld. De pan-techniek is in fotografische en filmische opnames bedoeld om op artistieke wijze beweging dan wel snelheid te benadrukken.
De fotograaf zal - met gebruikmaking van een relatief lange belichtingstijd - een bewegend onderwerp scherp op de foto zetten, maar de achtergrond door bewegingsonscherpte niet. Dit kan door de camera vanuit één punt mee te draaien. Bijvoorbeeld vanuit een vast standpunt horizontaal een fietser, of verticaal een vallend voorwerp te volgen gedurende die opname. De achtergrond zal vaag (onscherp) horizontale dan wel verticale getrokken banen als effect tonen, hetgeen de beweging of snelheid van het onderwerp zal accentueren.

Ook kan bij de cameravoering parallel - en dus even snel - aan het bewegende onderwerp worden mee bewogen. Zoals weleens gebeurd bij het maken van een film. De camera staat dan op een wagentje op rails of wordt op een auto gemonteerd die dan gelijk met het onderwerp oprijdt.

Een pan-effect kan mogelijk ook gesuggereerd worden door tijdens de opname (sterk) in te zoomen.

## Pan-techniek
Bij het fotograferen van een bewegend onderwerp wordt het pan-effect bereikt door het onderwerp in de zoeker van de camera te houden gedurende de tijd dat de sluiter geopend is. De duur van de opname moet lang genoeg zijn om de achtergrond te vervagen als gevolg van de beweging van de camera. De fotograaf moet het onderwerp dus gedurende die tijd nauwkeurig blijven volgen.
De exacte lengte van de belichtingstijd zal afhangen van de snelheid waarmee het onderwerp beweegt, de brandpuntsafstand van de lens en de afstand tot het onderwerp en de achtergrond. 
Een raceauto op een recht eind zal om een wazige achtergrond te krijgen - door een fotograaf die deze voorbij ziet komen - een sluitertijd van 1/250ste van een seconde kunnen gebruiken, terwijl 1/40ste van een seconde nodig is om dezelfde vervaging te bereiken voor een foto van een hardlopende persoon.
Snel bewegende onderwerpen zijn vaak makkelijker te vangen dan langzaam bewegende. Dit omdat het pan-effect mogelijk schokkerig kan zijn. De fotograaf zal vooral een vloeiende beweging moeten maken.
Het effect kan beïnvloed worden door een zo’n groot mogelijke diafragma opening te gebruiken waardoor de achtergrond door de scherptediepte al min of meer vervaagt.
Om een goede pan-foto te maken kan men als hulpmiddel een statief gebruiken. Met een soepele zwaaibeweging kan het onderwerp worden gevolgd, en de haakse beweging op dit vlak geminimaliseerd.

## Meerdere betekenissen pannen
In de video-technologie verwijst pannen naar het horizontaal scrollen van een beeld dat breder is dan het scherm.
Bij het 3D modelleren in computergraphics, betekent pannen het parallel bewegen aan het weergave-vlak. Met andere woorden, de camera beweegt loodrecht in die richting en verandert ten opzichte van het onderwerp niet.